# Liste der Naturdenkmale in Belgern-Schildau

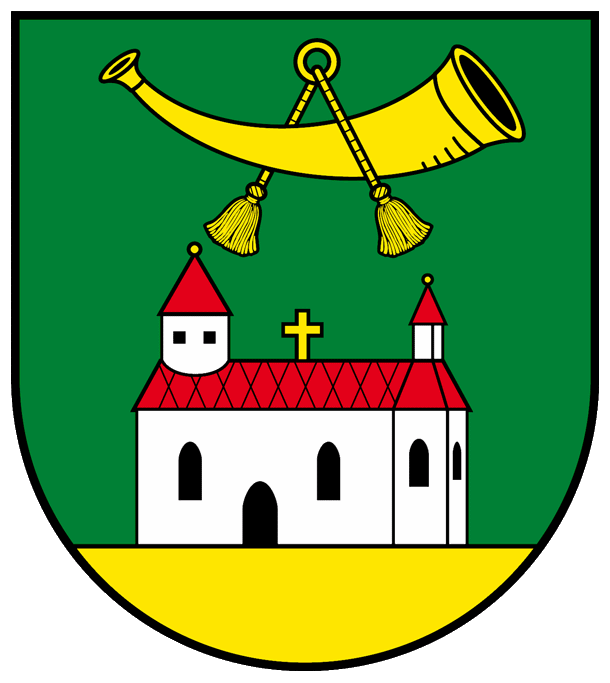
Wappen von Belgern-Schildau

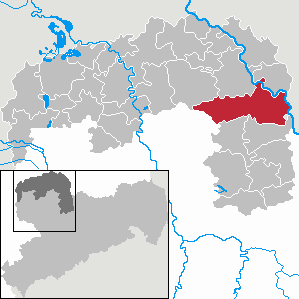
Lage von Belgern-Schildau

In der Liste der Naturdenkmale in Belgern-Schildau werden die Einzel-Naturdenkmale, Geotope und Flächennaturdenkmale auf dem Gebiet der nordsächsischen Stadt Belgern-Schildau und ihren 22 Ortsteilen aufgeführt.
Bisher sind lt. Quellen 11 Einzel-Naturdenkmale, 2 Geotope und 15 Flächennaturdenkmale sowie 1 geschützte Landschaftsbestandteile bekannt und hier aufgelistet.
Die Angaben der Liste basieren auf Daten des Geoportals Sachsenatlas, des „Geoviewer Sachsen“ und den Daten auf dem Geoportal Nordsachsen.

## Definition
„Gesetz über Naturschutz und Landschaftspflege (BNatSchG), § 28 Naturdenkmäler:
 Naturdenkmäler sind rechtsverbindlich festgesetzte Einzelschöpfungen der Natur oder entsprechende Flächen bis zu fünf Hektar, deren besonderer Schutz erforderlich ist
1. aus wissenschaftlichen, naturgeschichtlichen oder landeskundlichen Gründen oder
2. wegen ihrer Seltenheit, Eigenart oder Schönheit.“

„SächsNatSchG, § 18 Naturdenkmäler (zu § 28 BNatSchG):
1. Die Erklärung nach § 22 Abs. 1 BNatSchG von Teilen von Natur und Landschaft als Naturdenkmal erfolgt durch Rechtsverordnung oder Einzelanordnung.
2. Über § 28 Abs. 1 BNatSchG hinaus können Naturdenkmäler zur Sicherung von Lebensgemeinschaften oder Lebensstätten von im Bestand gefährdeten oder streng geschützten Arten festgesetzt werden.“

Ergänzend zu den lt. BNatSchG registrierten Naturdenkmalen können in Sachsen (lt. SächsNatSchG §19) ebenfalls geschützte Landschaftsbestandteile (GLB) ausgewiesen werden, deren Abgrenzungen sich aus den Erläuterungen vom Bundesamt für Naturschutz ergeben. Bisher waren diese im Landkreis Nordsachsen als sog. „Kreisbiotope“ auf dem Geoportal ausgewiesen und werden zukünftig im Rahmen der Biotopkartierung auf dem iDA-Datenportal als Einzel-Biotope registriert.

## Legende
- Bild: zeigt ein vorhandenes Foto des Naturdenkmals.
- ND/FND-Nr: zeigt die jeweilige Nr. des Objekts
- Beschreibung: beschreibt das Objekt näher
- Koordinaten: zeigt die Lage auf der Karte
- Quelle: Link zur Referenzquelle

## (Einzel-)Naturdenkmale (ND)
| Bild           | ND-Nr.   | Ortsteil     | Alter      | Beschreibung | Koordinaten                  | Quellen |
| -------------- | -------- | ------------ | ---------- | --- | ---------------------------- | ------- |
| Weitere Bilder | nso: 266 | Ammelgoßwitz | unbek.     | Ginkgo-Baum (Ginkgo biloba) südlich am Herrenhaus Ammelgoßwitz | 51° 28′ 42″ N, 13° 9′ 12″ O  | nso:266 |
| Weitere Bilder | nso: 272 | Neußen       | unbek.     | Winterlinde (Tilia cordata) im Garten am Pfarrhaus Neußen (Neußen 60) | 51° 26′ 53″ N, 13° 6′ 48″ O  | nso:272 |
| Weitere Bilder | nso: 273 | Dröschkau    | unbek.     | Ginkgo-Baum (Ginkgo biloba) am ehemaligen Rittergut Dröschkau (heute Herberge und Restaurant) | 51° 27′ 34″ N, 13° 10′ 58″ O | nso:273 |
| Weitere Bilder | nso: 278 | Lausa        | unbek.     | Sommerlinde (Tilia platyphyllos) am Friedhof Lausa, steht am nördlichen Eingang zum Kirchhof | 51° 25′ 59″ N, 13° 3′ 21″ O  | nso:278 |
| Weitere Bilder | nso: 279 | Lausa        | unbek.     | der Zwillingsbaum, eine Eiche und vermutlich eine Buche (scheint abgestorben) steht am nördlichen Dorfrand von Lausa | 51° 26′ 4″ N, 13° 3′ 29″ O   | nso:279 |
| Weitere Bilder | nso: 282 | Liebersee    | unbek.     | Rotbuche (Fagus sylvatica) am Forsthaus Dröschkau, ca. 1 km südlich Neußen befindet sich etwa 250 m östlich vom Forsthaus im Wald der „Dröschkauer Heide“ neben einem Zulauf zum Dröschkauer Forsthausbach in der Gemarkung Liebersee, Flur 11                                                                              | 51° 26′ 19″ N, 13° 7′ 38″ O  | nso:282 |
| Bild gesucht   | nso: 284 | Liebersee    | unbek.     | Stieleiche (Quercus robur) am Forsthaus Dröschkau, ca. 1 km südlich Neußen in der Gemarkung Liebersee, Flur 11 | 51° 26′ 13″ N, 13° 7′ 22″ O  | nso:284 |
| Weitere Bilder | nso: 285 | Oelzschau    | 355 J.     | Platane (Platanus × hispanica) westlich am ehemaligen Gutshaus des Rittergut Oelzschau gilt als eine der größten und ältesten Platanen Deutschlands (gepflanzt 1668, Höhe: 42 m); auf der anderen Straßenseite befindet sich ein entsprechendes Hinweisschild                                                               | 51° 26′ 10″ N, 13° 9′ 45″ O  | nso:285 |
| Weitere Bilder | nso: 289 | Schildau     | 505 J.     | Weiße Maulbeere (Morus alba) am Kirchberg in Schildau, gilt als der älteste bekannte Maulbeerbaum (lt. Quelle 1518 auf Anweisung des sächsischen Kurfürsten Friedrich des Weisen gepflanzt) in Deutschland, er steht nördlich der Kirche St. Marien und besteht aus vermutlich 2 Stämmen mit einem Gesamtumfang von ca. 6 m | 51° 27′ 15″ N, 12° 55′ 48″ O | nso:289 |
| Weitere Bilder | nso: 290 | Schildau     | ca. 250 J. | Stieleiche (Quercus robur) auf der Volkswiese in Schildau, steht freistehend südlich des Volkshaus Schildau | 51° 27′ 29″ N, 12° 55′ 57″ O | nso:290 |
| Weitere Bilder | nso: 306 | Wohlau       | unbek.     | Stieleiche (Quercus robur), an einer Weggabelung im südöstlichen Wald der „Oelzschauer Heide“ am östlichen Ende des „Grüne Telle“-Wegs, etwa 700 m nordwestlich der Ortslage Wohlau | 51° 25′ 38″ N, 13° 8′ 40″ O  | nso:306 |

## Geotope
| Bild           | GEO-Nr.  | Ortsteil   | Alter  | Beschreibung | Koordinaten                  | Quellen |
| -------------- | -------- | ---------- | ------ | --- | ---------------------------- | ------- |
| Weitere Bilder | nso: 318 | Sitzenroda | unbek. | eiszeitlicher Findling (erratischer Block) in Sitzenroda in Straße zum Quellental (neben Haus-Nr. 33), gilt als einer der größten Findlinge Sachsens, wird im Volksmund auch als Opfer-, Leichen- oder Teufelsstein bezeichnet, was eine historische Nutzung als Kultstätte vermuten lässt. | 51° 26′ 19″ N, 12° 58′ 16″ O | nso:318 |
| Weitere Bilder | nso: 321 | Wohlau     | unbek. | Eiszeit-Findling aus Rotsteinkiesel ca. 30 m im Wald nördlich der Straße zwischen Bockwitz und Wohlau, welcher auf Grund seiner Oberflächenfarbe als „Blauer Stein“ bezeichnet wird | 51° 25′ 21″ N, 13° 7′ 20″ O  | nso:321 |

## Flächen-Naturdenkmale
| Bild           | FND-Nr.  | Ortsteil    | Größe  | Beschreibung | Koordinaten                  | Quelle  |
| -------------- | -------- | ----------- | ------ | --- | ---------------------------- | ------- |
| Weitere Bilder | tdo: 313 | Belgern     | 1,06ha | Orchideenwiese Belgern-Süd, liegt ca. 800 m südlich der Torgauer Straße von Belgern am verlängerten Kraußnitzmühlenweg, etwa 500 m östlich des Kiebitzberg im Bereich des Landschaftsschutzgebiet „Dahlener Heide“. Die Wiese gilt als eine der wertvollen Pfeifengraswiesen-Lebensräume (Lebensraumtyp LRT 6410) in Sachsen und gehört zum FFH-Schutzgebiet „Elbtal zwischen Mühlberg und Greudnitz“ sowie zum EU-Vogelschutzgebiet „Elbaue und Teichgebiete bei Torgau“. Neben dem Vorkommen von verschiedenen Arten der Pflanzengattung Pfeifengräser (Molinia) wurde hier auch das wertvolle Vorkommen des Breitblättrigen Knabenkrautes (Dactylorhiza majalis) nachgewiesen. Die Wiese wird wegen ihrer großen Pflanzenvielfalt auch als „Märchenwiese“ bezeichnet und regelmäßig einer Biotopflege unterzogen. | 51° 28′ 20″ N, 13° 7′ 44″ O  | nso:246 |
| Weitere Bilder | tdo: 314 | Liebersee   | 1,62ha | Ruckschensumpf Liebersee ist ein Feuchtgebiet ca. 1 km südlich der Ortslage Liebersee, direkt neben der B 182. Es ist das sumpfige Quellgebiet des Schloßbach, als Zufluss des Krausnitzbach (bei Treblitzsch), welcher bei Ammelgoßwitz in die Elbe mündet. | 51° 27′ 13″ N, 13° 9′ 47″ O  | nso:249 |
| Weitere Bilder | tdo: 315 | Mahitzschen | 0,87ha | Schluchtwäldchen Mahitzschen ist ein Auwald-Biotop am Bachlauf des Mahitzschener Graben, einem Zufluss des Zittalbach, welcher 2 km nördlich bei Kranichau in die Elbe mündet. Etwa 100 m nördlich der Einmündung Dorfstraße in die B 182 zieht sich der Auwald ca. 400 m entlang des Grabens nach Osten bis zu einen Wiesensenke, wo der Graben nach Osten fließt, während sich auf der feuchten Wiese ein weiter Quelllauf des Zittalbach bildet, welcher nördlich abfließt. Das Gebiet liegt im Landschaftsschutzgebiet „Elbaue Torgau“ und gehört zum EU-Vogelschutzgebiet „Elbaue und Teichgebiete bei Torgau“. | 51° 29′ 24″ N, 13° 4′ 10″ O  | nso:251 |
| Weitere Bilder | tdo: 330 | Schildau    | 2,14ha | der als Klosterteich bezeichnete „Eichenpfuhl“ befindet sich ca. 2,5 km nördlich Schildau und etwa 1,5 km nordwestlich des Ortsteils Neumühle an einem Quelllauf des Sitzenrodaer Bachs. Das Gebiet liegt im Landschaftsschutzgebiet „Dahlener Heide“ und gehört mit den umgebenden Wiesen- und Waldflächen zum FFH-Schutzgebiet „Teiche um Neumühle“. Der „Eichenpfuhl“ ist ein von Grundwasser gespeister Heideweiher mit angrenzenden Sumpf- und Pfeifengras-Wiesen und gehört zum Lebensraumtyp „Oligo- bis mesotrophe Stillgewässer“ (Lebensraumtyp LRT 3130). Er ist fast vollständig vom sehr seltenen Europäischem Strandling (Littorella uniflora) und der Gewöhnlicher Rasenbinse (Juncus bulbosus) bedeckt.                                                                                               | 51° 29′ 4″ N, 12° 55′ 59″ O  | nso:235 |
| Weitere Bilder | tdo: 331 | Probsthain  | 0,14ha | „Rothmanns Teich“ bei Probsthain ist kleiner Wiesensee am Nordwestrand des Landschaftsschutzgebiet „Dahlener Heide“, welcher sich am Südende von Probsthain zusammen mit einem Auwald am Probsthainer Bach gebildet hat. Er fließt nördlich in den Bahnteich und weiter in den Probsthainer Bach ab, welcher in Langenreichenbach in den Heidelbach mündet. | 51° 27′ 30″ N, 12° 53′ 45″ O | nso:248 |
| Weitere Bilder | tdo: 332 | Schildau    | 3,55ha | Süduferzone „Neumühlteich Schildau“ ist ein weiteres Teilgebiet des FFH-Schutzgebiet „Teiche um Neumühle“ im Landschaftsschutzgebiet „Dahlener Heide“. Während das Nordufer des Neumühlteich (etwa 1 km nördlich Schildau) hauptsächlich touristisch genutzt ist (Campingplatz und Badestrand) steht das Südufer und die angrenzenden Wiesen am Neumühlbach unter Naturschutz. Neben dem Vorkommen von Pfeifengräsern und Torfmoosen, sind Neu- und Wiederbesiedlungen des Bibers (Castor fiber) und des Fischotters (Lutra lutra) nachgewiesen. | 51° 28′ 5″ N, 12° 56′ 38″ O  | nso:257 |
| Weitere Bilder | tdo: 333 | Schildau    | 1,12ha | das Flurwald-Biotop mit kleinem See an der „Ehemaligen Tongrube Schildau-Ost“ liegt etwa 600 m östlich des Gneisenau-Stein und 200 m östlich vom großen Tongruben-See, als Überbleibsel des früheren Tongruben-Abbaus bei Schildau. Es liegt im Bereich des Landschaftsschutzgebiet „Dahlener Heide“, südlich davon verläuft der Sitzenrodaer Radweg. | 51° 27′ 21″ N, 12° 57′ 4″ O  | nso:224 |
| Weitere Bilder | tdo: 334 | Schildau    | 0,75ha | das Flurwaldstück an Döblers Sandgrube bei Schildau liegt etwa 1 km westlich des Abzweig Probsthainer Straße an der Kobershainer Straße und ist eine ehemalige Sandgrube, welche nach Stilllegung in naturbelassenen Zustand überführt wurde und Teil des Landschaftsschutzgebiet „Dahlener Heide“ ist. | 51° 27′ 13″ N, 12° 54′ 23″ O | nso:219 |
| Weitere Bilder | tdo: 335 | Schildau    | 0,69ha | Ehemaliger Bahndamm Schildau ist der bewachsene Flur entlang einem ca. 300 m langen Teilstück der ehemaligen Bahnstrecke Mockrehna–Schildau zwischen Klitzschener Straße im Osten und dem Übergang Heidelbach am Tränkeweg nach Westen, welcher nach Stilllegung der Kleinbahn 1971 und Rückbau der Schienen naturbelassen wurde und heute im Landschaftsschutzgebiet „Dahlener Heide“ integriert ist. | 51° 27′ 35″ N, 12° 55′ 35″ O | nso:223 |
| Weitere Bilder | tdo: 336 | Schildau    | 0,24ha | Wittes Steinbruch am Schildauer Berg (217 m) ist ein bereits um 1935 stillgelegter und heute gefluteter ehemaliger Quarzporphyr-Steinbruch im Wald (Schildau Flur 1, Flurstück 48/1) ca. 700 m südwestlich vom Schildbergturm (wahrscheinlich stammen die Steine aus dem der Turm 1936 erbaut wurde von hier), welcher als geschlossenes Biotop für Lurche und Kriechtiere unter Naturschutz steht. | 51° 26′ 9″ N, 12° 53′ 51″ O  | nso:316 |
| Weitere Bilder | tdo: 337 | Sitzenroda  | 0,15ha | Königsfarn-Vorkommen im Forst Sitzenroda ist ein kleines begrenztes Wald-Feuchtgebiet mit bestätigten Vorkommen von Königsfarn (Osmunda regalis) an einem Zulauf des Sitzenrodaer Bach, etwa 1,5 km östlich Sitzenroda im Forstgebiet (Sitzenroda Flur 11, Flurstück 54) zwischen Sitzenroda und Lausa im Landschaftsschutzgebiet „Dahlener Heide“, etwa 250 m südlich davon befindet sich die Hochmoorquelle. | 51° 26′ 38″ N, 13° 0′ 4″ O   | nso:238 |
| Weitere Bilder | tdo: 338 | Sitzenroda  | 0,19ha | Hochmoorquelle im Forst Sitzenroda befindet sich etwa 1,8 km südöstlich von Sitzenroda als Quellgebiet eines Zulauf des Sitzenrodaer Bach im Forstgebiet (Sitzenroda Flur 4, Flurstück 16/8, 16/9) zwischen Sitzenroda und Lausa im Landschaftsschutzgebiet „Dahlener Heide“, welches hier als Hochmoor mit einem Vorkommen an Torfmoosen auftritt; etwa 250 m nördlich davon befindet sich das Königsfarn-Vorkommen | 51° 26′ 30″ N, 13° 0′ 3″ O   | nso:233 |
| Weitere Bilder | tdo: 339 | Sitzenroda  | 0,19ha | Waldquelle „Amandaquelle“, befindet sich etwa 3 km südöstlich von Sitzenroda im Forstgebiet (Sitzenroda Flur 5, Flurstück 139/44, 140/45) zwischen Sitzenroda und Lausa im Landschaftsschutzgebiet „Dahlener Heide“, das ungefähr kreisförmige (Durchmesser 50 m) Feuchtbiotop bildet hier einen kleinen Quelllauf, welcher westlich in einen kleinen Auffangteich bei Sitzenroda abfließt. | 51° 25′ 45″ N, 13° 0′ 29″ O  | nso:262 |
| Weitere Bilder | tdo: 340 | Kobershain  | 0,32ha | Schwemmteich in Kobershain befindet sich am westlichen Ortsausgang an der Einmündung zum Sportplatz, um den ehemals künstlich angelegte Teich hat sich ein Röhrichtufer und ein Feldgehölz gebildet, welches Teil des Landschaftsschutzgebiet „Dahlener Heide“ ist. | 51° 27′ 7″ N, 12° 51′ 45″ O  | nso:252 |
| Weitere Bilder | tdo: 350 | Neußen      | 0,46ha | Eichbusch Neußen ist ein Flurwaldgehölz etwa 1 km östlich von Neußen und ca. 400 m westlich der Kraußnitzmühle südlich am Krausnitzbach, das Areal gehört zum Landschaftsschutzgebiet „Dahlener Heide“ und liegt im EU-Vogelschutzgebiet „Dahlener Heide“. | 51° 27′ 20″ N, 13° 7′ 42″ O  | nso:252 |

## Geschützte Landschaftsbestandteile (GLB)
| Bild           | Biotop-Nr. | Ortsteil    | Größe   | Beschreibung | Koordinaten                | Quellen  |
| -------------- | ---------- | ----------- | ------- | --- | -------------------------- | -------- |
| Weitere Bilder | 43763      | Treblitzsch | ca. 5ha | Landschaftspark Treblitzsch befindet sich südlich des Belgerner Ortsteil Treblitzsch, etwa 2 km südlich der Stadtgrenze an der B 182. Es ist der Gutspark des ehemaligen Rittergut Ammelgoßwitz, welches zusammen mit dem Park 1927 von Max Schlenker erworben wurde und der das Gelände als Dendrologe von 1928 bis 1935 zu einem Landschaftspark umgestaltete. Der Park wurde bereits 1937 unter Naturschutz gestellt und hat mit über 200 verschiedenen Gehölzarten den Charakter eines Arboretums mit wertvollem Baum- und Strauchbeständen, Wegeführung, Brücken, Bildwerken sowie bedeutenden und seltenen Solitärbäumen, z. B. ein japanischer Katsurabaum (Cercidiphyllum), eine Kaukasische Flügelnuss (Pterocarya fraxinifolia), eine Hemlocktanne (Tsuga canadensis), eine Japanische Sicheltanne (Cryptomeria japonica), eine Japanische Flügelnuss (Pterocarya rhoifolia) sowie eine nordamerikanische Alcocks-Fichte (Picea alcoquiana). Er ist aber nicht nur eine Gehölzsammlung, sondern mit seinen Baumreihen und Alleen, z. B. wechselständige Rot-Buchen-Allee (Fagus sylvatica), eine Ahorn-Allee aus Rot-Ahorn (Acer rubrum), Berg-Ahorn (Acer pseudoplatanus) und Silber-Ahorn (Acer saccharinum 'Wieri' ), einer doppelreihigen Koniferen-Allee aus Hänge-Alaska-Zedern (Xanthocyparis nootkatensis 'Pendula' ) und Abendländischem Lebensbaum (Thuja occidentalis 'Columna' ) sowie einer wechselständig alternierenden Tulpenbaum-Schwarznuss-Allee (Liriodendron tulipifera und Juglans nigra) - ebenfalls von großer gartenkünstlerischer, wissenschaftlicher und landschaftsgestaltender Bedeutung und ist deswegen gleichfalls als Kulturdenkmal in Sachsen registriert und wird heute vom Botanischen Garten der Universität Leipzig betreut. | 51° 28′ 9″ N, 13° 9′ 19″ O | 09286113 |

## Ehemalige Naturdenkmale
| Bild           | ND-Nr.   | Ortsteil  | Zeit     | Beschreibung | Koordinaten | Quellen                 |
| -------------- | -------- | --------- | -------- | --- | --- | ----------------------- |
| Weitere Bilder |          | Dröschkau | bis 2010 | im Gutspark des ehemaligen Rittergut Dröschkau (heute Herberge und Restaurant) befanden sich bis zum Tornado im Mai 2010 drei Stieleichen (Quercus robur), zwei davon wurden auf Grund des Sturms gebrochen und die dritte danach wegen starker Beschädigung mit Genehmigung der Behörden (lt. Auskunft Betreiber) gefällt. | im Gutspark des ehemaligen Rittergut Dröschkau (heute Herberge und Restaurant) befanden sich bis zum Tornado im Mai 2010 drei Stieleichen (Quercus robur), zwei davon wurden auf Grund des Sturms gebrochen und die dritte danach wegen starker Beschädigung mit Genehmigung der Behörden (lt. Auskunft Betreiber) gefällt. | nso:274 nso:275 nso:276 |
| Weitere Bilder | nso: 274 | Dröschkau | bis 2010 | Stieleiche 1 (ehemaliger Standort) | 51° 27′ 34″ N, 13° 10′ 57″ O | nso:274 nso:275 nso:276 |
| Weitere Bilder | nso: 275 | Dröschkau | bis 2010 | Stieleiche 2 (ehemaliger Standort) | 51° 27′ 33″ N, 13° 10′ 57″ O | nso:274 nso:275 nso:276 |
| Weitere Bilder | nso: 276 | Dröschkau | bis 2010 | Stieleiche 3 (ehemaliger Standort) | 51° 27′ 32″ N, 13° 10′ 57″ O | nso:274 nso:275 nso:276 |